# ザ・ビッグ・ワン (宝塚歌劇)
『ザ・ビッグ・ワン』は宝塚歌劇団の作品。星組公演。併演は『僕は君』。

## 宝塚大劇場公演
形式名は「グランド・ショー 上月晃さよなら公演」。18場。
公演期間は1970年8月1日から8月31日。

### スタッフ
- 作・演出：横澤秀雄
- 作曲・編曲：高井良純・中元清純・吉崎憲治・広瀬健次郎
- 音楽指揮：野村陽児
- 振付：岡正躬・佐々木和男・喜多弘・県洋二・浦辺日佐夫・司このみ
- 装置：石浜日出雄
- 衣装：静間潮太郎
- 照明：棚橋守
- 小道具：上田特市
- 効果：川ノ上智洋
- 音響監督：松永浩志
- 特殊撮影：宝塚映画
- 演出補：阿古健
- 制作：大谷真一

### 主な出演
- 歌う男：上月晃
- 歌う女：初風諄・大原ますみ・衣通月子
- 青年：鳳蘭・安奈淳・景千舟・松あきら
- 踊る女：大空美鳥・羽山紀代美

## 新宿コマ劇場公演
公演期間は1970年9月30日から10月28日。
主なスタッフに横澤秀雄がいる。